# Indalecio Liévano
Indalecio Liévano Aguirre, né le 24 juillet 1917 à Bogota et mort le 29 mars 1982 dans la même ville, est un homme politique, ministre, sénateur et diplomate colombien.
Indalecio Liévano Aguirre fut le 17e représentant permanent de la Colombie auprès de l'Organisation des Nations unies et a été le 33e président de l'Assemblée générale des Nations unies en 1978. 
En tant que ministre des Affaires étrangères de la Colombie, il signa le traité Liévano–Brutus le 17 février 1978 avec son collègue d'Haïti, Edner Brutus, sur la délimitation des limites maritimes entre les deux pays. 
Il fut également ministre plénipotentiaire à Cuba.  
Il était sénateur du 20 juillet 1970 au 7 août 1974.